# Adelbert Delbrück

Adelbert Delbrück

Gottlieb Adelbert Delbrück (* 16. Januar 1822 in Magdeburg; † 26. Mai 1890 in Kreuzlingen) war ein deutscher Unternehmer und Bankier. Er war einer der Gründer der Deutschen Bank.

## Leben
Delbrück studierte zunächst Theologie und Rechtswissenschaften. Gegen die Familientradition (siehe Familie) schlug er danach aber nicht die Beamtenlaufbahn ein, sondern ging in die freie Wirtschaft. So war er zunächst Rechtsanwalt und Angestellter einer Versicherung.
1854 gründete er mit anderen Kaufleuten die Bank Delbrück Leo & Co. In den 50er und 60er Jahren des 19. Jahrhunderts übernahm er Leitungspositionen in verschiedenen Wirtschaftsverbänden, vor allem im Bankensektor. Er gehörte von 1870 bis 1875 zum Vorstand des Deutschen Industrie- und Handelstages und beteiligte sich hier an der Lösung von zentralen finanz-, währungs- und wirtschaftspolitischen Problemen seiner Zeit. Er wirkte zudem im Ältesten-Collegium der Berliner Kaufmannschaft auf die Entwicklung der Berliner Börse ein und gestaltete als Mitglied der Deutschen Fortschrittspartei in der Stadtverordneten-Versammlung die Berliner Kommunalpolitik mit.
Seine Erfahrungen in der Wirtschaft und im Bankenbereich brachten ihn zu der Auffassung, dass der Kreditmarkt eine große deutsche Bank nötig habe. Ab 1869 bereitete er eine entsprechende Gründung vor, worin er unter anderem von dem nationalliberalen Politiker und Wirtschaftsexperten Ludwig Bamberger unterstützt wurde. Wichtigste Bedingung für die Gründung war Kapital, um das Delbrück bei verschiedenen angesehenen Banken warb. Durch die Zeichnung von Aktien im Werte von 175.000 Talern durch das Bankhaus Magnus, dessen Inhaber Victor Magnus war, wurde dieser zum Mitbegründer der 1870 in Berlin gegründeten Deutschen Bank. Magnus wurde zum Vorsitzenden des 1. Verwaltungsrates gewählt, eine Funktion, die er nur kurze Zeit innehatte, da er Mitte 1871 das Amt aus gesundheitlichen Gründen wieder aufgeben musste.
1871 wurde Delbrück zum Vorsitzenden des Verwaltungsrats gewählt und nahm aus dieser Position bis 1885 gewichtigen Einfluss auf die laufende Geschäftstätigkeit, teilweise zum Missfallen des Direktoriums um Georg Siemens. Beispielsweise platzierte er seinen Schwager Paul Jonas 1880 in den Vorstand der Bank, wo dieser mit Siemens aneinandergeriet und 1887 den Vorstand wieder verlassen musste. 1889 schied Delbrück aus Krankheitsgründen aus dem Verwaltungsrat aus; er starb 1890 bei einem Aufenthalt im Sanatorium Bellevue in Kreuzlingen (Kanton Thurgau, Schweiz).

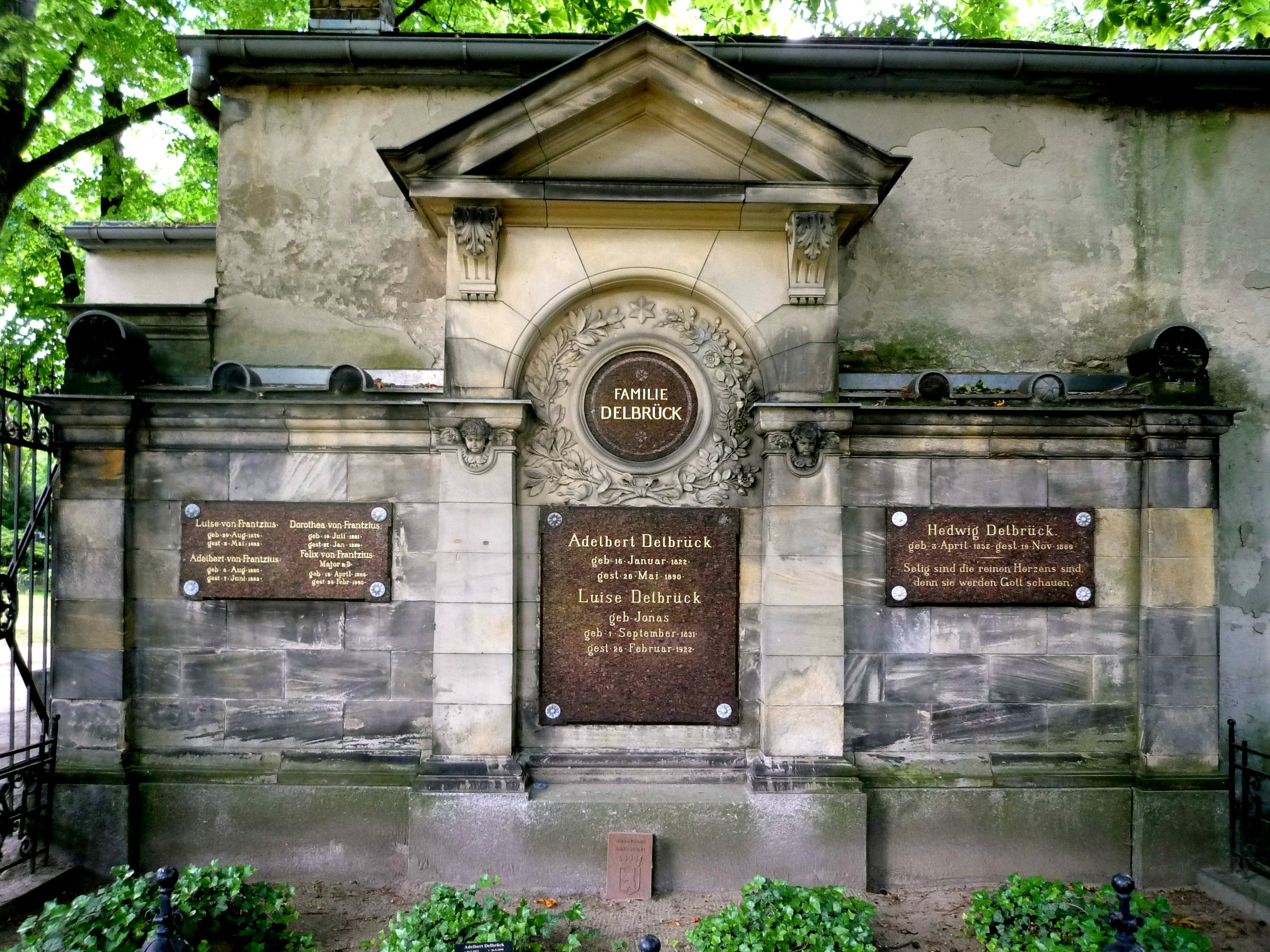
Das Familiengrab Delbrück in Berlin-Kreuzberg mit Ehrengrab-Markierung für Adelbert Delbrück

Beigesetzt wurde er auf dem Berliner Friedhof III der Jerusalems- und Neuen Kirche vor dem Halleschen Tor. Seine letzte Ruhestätte ist das neoklassizistische Wandgrab der Familie Delbrück. Die aus Sandsteinquadern erbaute, dreiachsige Anlage mit Inschriftentafeln aus rotem Granit besitzt eine Gitterumfassung. Auf Beschluss des Berliner Senats ist die letzte Ruhestätte von Adelbert Delbrück (Feld 331-EB-3) seit 1992 als Ehrengrab des Landes Berlin gewidmet. Die Widmung wurde im Jahr 2016 um die übliche Frist von zwanzig Jahren verlängert.

## Familie
Adelbert Delbrück gehörte zu der weit verzweigten Juristen- und Theologenfamilie Delbrück, die im 19. Jahrhundert eine herausragende Rolle in der hohen Beamtenschaft Preußens und im Deutschen Kaiserreich gespielt und zahlreiche Staatsmänner, Politiker und Gelehrte hervorgebracht hat.
Sein Vater Gottlieb Delbrück (1777–1842) war Beamter in Magdeburg sowie Regierungsbevollmächtigter und Kurator der Universität Halle. Sein Sohn Ludwig Delbrück (1860–1913) übernahm erfolgreich die Leitung der Bank Delbrück Leo & Co. Adelberts Vetter Rudolf von Delbrück war als Leiter des Reichskanzleramts enger Vertrauter Bismarcks.
Adelbert Delbrück war verheiratet mit Luise Jonas (1831–1922), einer Tochter des Theologen Ludwig Jonas; der Bankier Paul Jonas war ihr Bruder.
Der Politiker Peer Steinbrück – von 2002 bis 2005 Ministerpräsident des Landes Nordrhein-Westfalen, von 2005 bis 2009 Bundesminister der Finanzen und SPD-Kanzlerkandidat für die Bundestagswahl 2013 – ist ein Ur-Urgroßneffe des Bankgründers. (Vgl.: Delbrück (Familie))